# 麥米倫出版公司
麥米倫出版公司（英語：Macmillan Publishers Ltd.）是六大出版商之一，由蘇格蘭人丹尼爾及亞歷山大·麥美倫兩兄弟於1843年在英國倫敦成立，前英國首相哈羅德·麥美倫於卸任首相後曾擔當集團總裁，曾經由德國公司霍爾茨布林克出版集團全資擁有，2015年5月與施普林格科学+商业媒体合併組成施普林格·自然公司。

## 外部連結
- 官方网站